# Sit pardalenc de Henslow
El sit pardalenc de Henslow (Centronyx henslowii) és un ocell de la família dels passerèl·lids (Passerellidae) que habita praderies dels Estats Units, des de Minnesota i Wisconsin, cap al sud fins al nord d'Oklahoma i cap a l'est fins a l'est de Pennsilvània.

## Descripció
Els adults tenen les parts superiors de color marró ratllat amb un pit marró clar amb vetes, el ventre blanc i la gola blanca. Tenen una franja pàl·lida a la corona amb una franja fosca a cada costat, la cara i el coll de color verd oliva, les ales de color rovell i una cua curta i fosca i bifurcada.
Mides:
Longitud11-13 cm
Pes: 11-14 g
Envergadura: 16-20 cm

## Distribució i hàbitat
L'abast i el nombre d'aquest ocell estan disminuint, probablement a causa de la pèrdua d'hàbitat dels prats dels quals depèn. Tanmateix, s'ha beneficiat molt del Programa de Reserves para la Conservació format pel Departament d'Agricultura dels Estats Units, que ha contribuït a estabilitzar la població i gràcies a això, el 2018 va passar de estar classificat com a Gairebé amenaçada
a Risc mínim.
De la població de Texas només es tenia constància de la seva presència en un camp de brossa de 0,5 km² prop de Houston i va desaparèixer després de l'eliminació de la vegetació a causa del desenvolupament industrial dels anys vuitanta. Es considerava una subespècie diferent (P. h. houstonensis: Arnold, 1983) però avui es considera que entra dins el rang de variació de la subespècie nominal (Browning, 1990). Així mateix, la població de Dakota del Sud antigament coneguda com P. h. occidentalis ha estat inclosa amb el nominal. Les úniques subespècies que queden acceptades generalment (però no universalment) són el sit pardalenc de Henslow oriental i el sit pardalenc de Henslow occidental, les distribucions del qual estan separades en la seva major part per la serralada dels Apalatxes.

## Dieta i comportament
Aquests ocells s'alimenten a terra, menjant principalment insectes (inclosos llagostes i escarabats), baies i llavors.

## Cria
L'hàbitat de reproducció són camps arbustius, sovint humits, al sud del Canadà, al nord-est dels Estats Units i al mig oest dels Estats Units. L'any 2020, la Central Kentucky Audubon Society va descobrir que una població de sits pardalenc de Henslow prop d'un celler només necessitava 20m² d'hàbitat herbat per reproduir-se amb èxit (investigacions anteriors havien suggerit que eren necessàries almenys entre 80m² i 300m²). El niu és una copa oberta ben amagada a sobre o a prop del terra en un lloc herbat; aquests ocells sovint nien en petites colònies. Migra als aiguamolls i als boscos de pins oberts al sud-est dels Estats Units.